# Yasmina Drissi
Yasmina Drissi i Sales (Barcelona, 2001) es una actriz de cine y televisión española. Es conocida por su papel de Laila Bakri en la serie Las del hockey. Se formó artísticamente en la Escuela Superior de Arte Dramático Eolia.

## Filmografía

### Cine
- Daucus Carota, dir. Carla Linares (2020; cortometraje)[5]
- Gang, como patinadora, dir. Jessenia Aparicio (2015; cortometraje)[4]

### Televisión
- Polònia, como varios personajes, Minoría Absoluta - TV3 (2019)[4]
- Les de l'hoquei, como Laila Bakri, Brutal Media - TV3 (2019)[3]
- Altsasu, como María Isabel, Baleuko - ETB1 / TV3 (2020)[6]